# Natore
Natore (engelska: Natore District) är ett distrikt i Bangladesh.   Det ligger i provinsen Rajshahi, i den centrala delen av landet, 150 km nordväst om huvudstaden Dhaka. Antalet invånare är 1 706 673.
Trakten runt Natore består till största delen av jordbruksmark. Runt Natore är det mycket tätbefolkat, med 1 221 invånare per kvadratkilometer.